# Sueño de invierno
Sueño de invierno (turco: Kış Uykusu) es una película dramática turca de 2014 dirigida por Nuri Bilge Ceylan, adaptada del cuento "La esposa" de Antón Chéjov y con una subtrama tomada de Los hermanos Karamazov de Fiódor Dostoyevski. La historia transcurre en Anatolia y examina la clara división existente  entre los ricos y los pobres, así como entre los poderosos y los que nada pueden, en Turquía. Es protagonizada por Haluk Bilginer, Demet Akbag y Melisa Sözen.
La película se rodó en Capadocia. En el Festival de Cannes 2014, ganó la Palma de Oro y el Premio FIPRESCI

## Argumento
Aydin es un actor de teatro retirado que mantiene y administra un hotel en una parte montañosa de Capadocia, además posee varios terrenos que renta a residentes locales. Lleva una vida tranquila, es un hombre educado y con dinero, que pasa tiempo escribiendo columnas para un periódico local y hace investigación sobre el teatro turco, del que espera dedicarle un libro en el futuro.
Durante los viajes hacia el pueblo, Hidayet y Aydin conducen en el camino cuando una roca golpea la ventana de su camioneta. Tras una persecución, el pequeño vándalo es llevado a su casa, resulta ser el hijo de uno de los que rentan los terrenos de Aydin. La situación se pone tensa hasta que interviene Hamdi, hermano del padre del pequeño.
Hamdi lleva al pequeño İlyas a la casa de Aydin para ofrecer disculpas. La historia continua con una charla entre Aydin y su hermana, sugiriendo un mejor uso de las habilidades de escritor.
Nihal, la esposa de Aydin es muy joven y se le ve frecuentemente buscando un significado a su vida, ayudando en organizaciones benéficas locales, pero su esposo no está interesado en esos temas. Nihal organiza una reunión para recaudar fondos en su casa, ocasionando el disgusto de su marido, quien critica sus habilidades como administradora y causa una pelea. Aydin intenta consolar a su esposa y le dice que estará ausente un par de meses.
Tras la pelea, Aydin y su asistente Hidayet salen a la estación del tren, el cual está retrasado por la intensa nevada en el pueblo. El escritor entonces decide visitar a su amigo Suavi en una villa cercana. Pasan el tiempo cazando, platicando y bebiendo, la situación llega a la tensión cuando Levent insinúa que Aydin no hizo lo suficiente para apoyar a su propio pueblo en un desastre hace varios años.
En el pueblo, Nihal visita la casa de İsmail para encontrarse con una precaria situación familiar. La joven esposa se entera de las dificultades financieras de la familia, que Hamdi ha sostenido, ella entonces le da un sobre con dinero. İsmail se siente ofendido con el gesto y arroja el sobre al fuego.
Aydin regresa al pueblo mientras su esposa lo mira desde dentro de la casa, la voz del viejo actor explica que ya no puede vivir con Nihal y se enfoca de ahora de lleno a su proyecto de escribir un libro sobre el teatro turco.

## Personajes
- Haluk Bilginer como Aydın, un ex-actor y dueño de un hotel.
- Demet Akbağ como Necla, hermana de Aydin.
- Melisa Sözen como Nihal, esposa de Aydın.
- Ayberk Pekcan como Hidayet, asistente de Aydın.
- Tamer Levent como Suavi.
- Nejat İşler como İsmail.
- Serhat Kılıç como Hamdi.
- Nadir Sarıbacak como Levent.
- Mehmet Ali Nuroğlu como Timur.
- Emirhan Doruktutan como Ilyas, hijo de İsmail.

## Producción
El director coescribió el guion con su esposa Ebru Ceylan basándose en el relato "La esposa" de Antón Chéjov. La cinta fue producida por la compañía NBC Film, propiedad del director, en colaboración con Zenyofilm de Turquía, Bredok Film Production de Alemania y Memento Films de Francia. Se filmó dos meses en locaciones de Cappadocia y un mes en Estambul para escenas de estudio.

## Recepción
La película recibió una "aclamación universal" del sitio RottenTomatoes con una calificación de 88% basada en 75 reseñas. El consenso menciona que "es una cinta épica y absorbente, Winter Sleep demanda paciencia y atención que recompensa muy bien". En MetaCritic recibió una calificación de 88/100.
Xan Brooks del diario The Guardian menciona sobre su proyección en Cannes: «Es una película deslumbrante, muestra lo psicológicamente riguroso que puede ser Ceylan». Robbie Collin del sitio The Telegraph escribió: «Con la inteligencia del director, nos muestra una poderosa historia de lo que le sucede a un hombre cuando su corazón entra en hibernación».
El sitio especializado IndieWire definió la película como un «retrato hipnótico, magníficamente actuado de un terrateniente rico e involucrado en sí mismo y las diversas figuras impactadas por su reinado».
La revista Variety la calificó de «experiencia enriquecedora» y dijo que Ceylan estaba en su mejor momento como director. Ben Kenigsberg remarcó que la película fue la de mayor duración en una competición de Cannes y comentó que «se toma su tiempo para desarrollar el personaje».
La revista TIME remarcó que no fue sorpresa que Winter Sleep ganara el premio y escribió que «la cinta pone a prueba la psicología de un terrateniente turco confrontando a su joven esposa, su hermana y a un pueblo agraviado».

## Premios
Ganadora de la Palma de Oro en el Festival Internacional de Cine de Cannes de 2014. Como la cinta de mayor duración en la historia del festival, el director Nuri Bilge Ceylan además había recibido en ediciones anteriores premios como el Grand Prix por Érase una vez en Anatolia y mejor director en 2008 por Three Monkeys. Con críticas divididas respecto al extenso diálogo y la duración de 196 minutos, la cinta fue favorita del festival tras su exhibición en el tercer día. Fue además seleccionada por Turquía para competir en la categoría de mejor película extranjera en los Premios Oscar, pero no fue nominada. Además estuvo nominada a los Premios César de 2015 en la categoría mejor película extranjera.